# Асымова, Алия Ильясовна
Алия Ильясовна Асымова (каз. Алия Ильясқызы Асымова, родилась 16 декабря 1997 года) — казахстанская гимнастка (художественная гимнастика), бронзовый призёр летних Азиатских игр 2014 и чемпионата Азии 2015 года в командном первенстве, действующий тренер Школы гимнастики Меруерт Балгинбаевой. Мастер спорта международного класса Республики Казахстан.

## Биография
Окончила СДЮШОР № 1 города Талдыкорган. В 2006 году выиграла V молодёжный турнир «Звезды Сибири» памяти Валентины Байгуловой, в феврале 2007 года стала серебряным призёром чемпионата Республики Казахстан, а также выиграла открытое первенство ЦСКА «Айголек» в Алма-Ате. Неоднократная чемпионка Республики Казахстан в личном первенстве. Мастер спорта международного класса.
В 2011 году стала абсолютной чемпионкой Азии в возрастной категории юниоров, завоевав медали и во всех четырёх отдельных упражнениях — золотые медали в упражнениях с обручем и лентой, серебряную медаль в упражнении с булавами и бронзовую в упражнении с мячом.
В 2012 году завоевала бронзу турнира «Дети Азии» в многоборье и выиграла юниорский чемпионат Казахстана. Трижды выступала на чемпионатах мира в 2013 году (Киев), 2014 году (Измир) и 2015 году (Штутгарт).
В 2014 году стала бронзовым призёром летних Азиатских игр в Инчхоне в командном первенстве и бронзовым призёром этапа Гран-При в Берлине в упражнениях с мячом. В 2015 году завоевала бронзу чемпионата Азии в командном первенстве и стала чемпионкой Казахстана среди молодёжи в четырёх номинациях (многоборье, обруч, булавы, лента), а также серебряным призёром того же чемпионата с мячом.
В 2016 году участвовала в финальной квалификации к Олимпиаде в Рио-де-Жанейро, в которой заняла 18-е место, не сумев отобраться на игры. По окончании турнира завершила свою карьеру спортсменки. 
В настоящее время — тренер высшего уровня квалификации Школы гимнастики Меруерт Балгинбаевой. Имеет статус судьи первой категории.